# Lenguaje marciano
El lenguaje marciano (en chino 火星文 y en lenguaje marciano 吙☆魰) es el nombre de una escritura china no convencional pero muy difundida en internet. “Marciano” se define como todo aquello que es extraño en la cultura local. El término se hizo popular por un comentario en la comedia Siu lam juk kau (Hong Kong, 2001), donde Sing (Stephen Chow) le dicen a Mui (Zhao Wei): "Vuelve a Marte, la Tierra es demasiado peligrosa."

## Historia
La moda marciana se difundió tanto que en el año 2006 a los estudiantes que hicieron el examen de admisión a la Universidad de Taiwán, se les pidió interpretar símbolos y frases escritas en “lenguaje marciano”. La controversia fue tan grande que la Universidad no volvió a preguntarlo en ningún otro examen.
En 2007, el lenguaje marciano se difunde por la China continental. Los primeros que lo adoptan son por lo general la nueva generación (nacidos a partir de 1990), generalmente en apodos, mensajes y conversaciones para marcar una diferencia de personalidad/estilo. Más tarde descubrieron que ni los padres ni sus profesores podían descifrar este nuevo lenguaje, así que se convirtió en un código secreto para comunicarse entre ellos.[cita requerida]
El lenguaje marciano se hizo tan popular en Internet que incluso algunas partes del software se crearon para traducir entre el chino y el lenguaje marciano.[cita requerida]
Los bloggers chinos siguieron la moda de utilizar el lenguaje marciano porque descubrieron que de esta manera podían pasar la censura de Internet.[cita requerida]

## Aspectos generales
El lenguaje Marciano se forma a partir de diferentes métodos de sustitución de caracteres de la lengua china. Igual que l33t (forma codificada del inglés que se caracteriza por el uso de caracteres no alfabéticos en lugar de letras normales), donde la letra "e" se substituye por el número "3", en marciano, los caracteres estándar chinos se sustituyen por caracteres que no pertenecen a la lengua común o de alfabetos extranjeros.[cita requerida]
Un carácter chino puede ser sustituido por: 
1. A un carácter homófono.
2. A un carácter similar en la forma gráfica.
3. A un carácter con un radical parecido.
4. A un carácter con el mismo significado o parecido.
5. El alfabeto latino, cirílico, hiragana, zhuyin, katakana, el alfabeto fonético internacional IPA, el lenguaje SMS u otros sistemas de signos.

Por ejemplo, el carácter 星 pasa a ser 火星文 huoxingwen (星 literalmente significa "estrella"; 火星 es “planeta marte”) se puede sustituir por "☆", un símbolo que visualmente representa una estrella. 的 a menudo se sustituye por の, que tiene el mismo significado en japonés. 火 se convierte en 吙 solo por añadir 口 al radical, lo que altera muy poco en la pronunciación, pero cambia el significado y visualmente mantiene la imagen de 火. De la misma manera, 文 wen" (lengua) se puede sustituir por 魰 al añadir el radical 鱼 (pescado), lo que no altera en la percepción visual del carácter. 的 a veces también se sustituye por "d" debido a su sonido, igual que 比 por "b"; El cirílico se puede utilizar de la misma forma. El sistema BDC (Código Binario Decimal Codificado) es un subtipo de la lengua marciana. BDC solo incluye caracteres chinos; en cambio, el lenguaje marciano incluye BDC, igual que otros sistemas de signos antes mencionados (cirílico, hiragana, katakana…).

## Ejemplo

#### Lengua marciana
鑑於薱朲蘱傢庭葰烠宬員啇懙笙椇婡旳繜嚴忣祺鮃等啇啝bú迻嘚權利ㄖㄅ承認，迺湜卋琾臫凷、㊣礒與龢鮃啇基礎，
鑑玗譵仌權菂憮眡龢衊眎魢導緻埜蠻曓珩，這些曓荇激怒孒仌蘱嘚哴惢，
鑒玗怼ー個亻亽亯絠唁轮啝ィ訁卬垍甴倂浼予恐懼龢匱乏d迣琾魡朌朢，巳陂鍹佈蒍普通秂泯dě樶縞願朢，
鑑玗儰駛亽頛вμ緻廹朩嘚巳鋌侕赱險濧曓政龢壓廹琎荇販頖，絠鉍楆鉂秂權綬琺治d褓鹱。

#### Chino simplificado
鉴于对人类家庭所有成员的与生俱来的尊严及其平等的和不移的权利的承认，乃是世界自由、正义与和平的基础，
鉴于对人权的无视和蔑视已导致野蛮暴行，这些暴行激怒了人类的良心，
鉴于对一个人人享有言论和信仰自由并免予恐惧和匮乏的世界的盼望，已被宣布为普通人民的最高愿望，
鉴于为使人类不致迫不得已铤而走险对暴政和压迫进行反叛，有必要使人权受法治的保护。

#### Hanyu Pinyin
jiàn yú duì rén lèi jiā tíng suǒ yǒu chéng yuán de yǔ shēng jù lái de zūn yán jí qí píng děng de hé bù yí de quán lì de chéng rèn, nǎi shì shì jiè zì yóu, zhèng yì yǔ hé píng de jī chǔ,
jiàn yú duì rén quán de wú shì hé miè jìn xíng fǎn pàn, yǒu bì yào shǐ rén quán shòu fǎ zhì de bǎo hù...

#### Español
Considerando que la libertad, la justicia y la paz en el mundo tienen por base el reconocimiento de la dignidad intrínseca y de los derechos iguales e inalienables de todos los miembros de la familia humana;
Considerando que el desconocimiento y el menosprecio de los derechos humanos han originado actos de barbarie ultrajantes para la conciencia de la humanidad, y que se ha proclamado, como la aspiración más elevada del hombre, el advenimiento de un mundo en que los seres humanos, liberados del temor y de la miseria, disfruten de la libertad de palabra y de la libertad de creencias;
Considerando esencial que los derechos humanos sean protegidos por un régimen de Derecho, a fin de que el hombre no se vea compelido al supremo recurso de la rebelión contra la tiranía y la opresión;
Considerando también esencial promover el desarrollo de relaciones amistosas entre las naciones; […]